# Kryptonim Maks
Kryptonim Maks – spektakl Teatru Telewizji z cyklu Teatru Sensacji „Kobra” z 1969 roku w reż. Józefa Słotwińskiego. 

## Fabuła
PRL lat 60. Służbie Bezpieczeństwa udaje się przechwycić i rozszyfrować meldunki agenta zachodniego wywiadu podpisywane kryptonimem „Maks”. Z ich treści wynika, że „Maks” oczekuje na Kurta – ważnego wysłannika z centrali. Kontrwywiadowcy postanawiają przeprowadzić prowokację celem zdemaskowania siatki wrogich agentów działających wokół ważnego laboratorium. Podstęp się udaje – podstawiony na miejsce emisariusza agent SB doprowadza do jej rozbicia, chociaż kto kim jest oraz kim jest tajemniczy „Maks” nie wiadomo do ostatnich scen filmu. 

## Obsada aktorska
- Emil Karewicz – leśniczy
- August Kowalczyk – Kurt (kapitan Zaremba)
- Jan Englert – Janik
- Zygmunt Listkiewicz – major
- Bogdan Niewinowski – kapitan
- Barbara Horawianka – bufetowa („Maks”)
- Jerzy Tkaczyk – prezes Celiński
- Jerzy Dukay – inżynier Gadziński
- Tadeusz Kosudarski – kierowca ciężarówki
- Klemens Mielczarek – pomocnik kierowcy ciężarówki
- Agnieszka Byrska – gosposia Celińskiego
- Mirosław Gruszczyński – kapral MO
- Roman Kosierkiewicz – petent u leśniczego

i inni. 